# Ясинуватська міська територіальна громада
Ясинуватська міська територіальна громада — територіальна громада в Донецькому районі Донецькій області України. Адміністративний центр — місто Ясинувата.
Територія територіальної громади є тимчасово окупованою територією.
Утворена 12 червня 2020 року.

## Населені пункти
У територіальній громаді 7 населених пунктів — місто Ясинувата, 3 селища: Каштанове, Крута Балка, Мінеральне та 3 села: Веселе, Спартак та Яковлівка.